# Vadim Pirogan
Vadim Pirogan (n. 26 iunie 1921, Bălți, România – d. 16 ianuarie 2007, Chișinău, Republica Moldova) a fost un scriitor și deținut politic din R. Moldova.

## Biografie
La 25 iunie 1941, Vadim Pirogan, absolvent a cinci clase la liceul "Ion Creangă" din Bălți, înscris pe lista celor ce doreau să se refugieze în România, este arestat. A stat închis în lagărul Taișet-Bratsk, din Siberia, 5 ani, unde din 1.300 de români basarabeni au supraviețuit vreo 150 de oameni.
În 1946 se întoarce la Bălți, se înscrie la Institutul Pedagogic, dar, urmărit din nou de NKVD, părăsește Basarabia, stabilindu-se la Lvov.
În 1947, fiind student la Institutul de Ingineri Silvici din Lvov, după trei luni este alungat din oraș, ca fost deținut politic. Cu ajutorul unui român stabilit la Lvov, doctor în medicină, Alexandru Medvețchi, obține o nouă viză de reședință la Lvov, unde lucrează 20 de ani ca șofer.
În 1958 este reabilitat. Termină Politehnica în 1968 și lucrează în parcul de autobuze din Lvov ca inginer mecanic, apoi inginer principal. În 1970 se transferă cu serviciul la fabrica de autobuze "Laz", unde este șef de autobază timp de 17 ani. În anii '70 are un atac de cord și la spital își redactează primele manuscrise memorialistice.
În 1984 se pensionează și întreprinde o călătorie cu automobilul propriu până la Vladivostok - 14.000 km - revăzând locurile de suferință.
În 1989 se întoarce în Basarabia, la Chișinău, luând parte la mișcarea de eliberare de sub jugul rusesc. În 1993 își editează trilogia "Cu gândul la tine, Basarabia mea", în care descrie tragedia românilor din Basarabia sub ocupația sovietică, fiind sponsorizat de patriotul român Sergiu Grossu din Paris.
Trilogia conține: volumul 1 - Cu gândul la tine, Basarabia mea, volumul 2 - Pe drumurile pribegiei și volumul 3 - Timpuri și oameni. În 2003 a apărut volumul Destine românești, sponsorizat de Gavrilă Buju, român din Canada. În 2005 Vadim Pirogan în colaborare cu Valentin Șerbacov lansează cartea Calvarul (pe valurile vieții).
În 2002 înființează la Chișinău, "Muzeul Memoriei Neamului" cu materiale despre tragedia românilor din Basarabia.
În anul 2003 a reușit, împreună cu alții, să înființeze un centru cultural - "Memoria Neamului" - unde se organizează o dată pe săptămână cursuri pentru elevi și studenți, pentru ca aceștia să cunoască adevărul istoric, să afle despre tragedia basarabenilor și crimele comise de comuniști, cursuri sponsorizate de un român din Germania.
Vadim Pirogan a fost președintele și fondatorul Asociației Foștilor Deținuți Politici și a Veteranilor Armatei Române din Republica Moldova, ales în 1998, după decesul patriotului român basarabean Dumitru Crihan, fiul lui Anton Crihan, unul din făuritorii Unirii Basarabiei cu România în 1918. A deținut funcția de vicepreședintele a asociației "Pro Basarabia și Bucovina".
Scriitorul și deținutul politic, Vadim Pirogan s-a stins din viață la 16 ianuarie 2007, la vârsta de 86 de ani, la Chișinău, în ziua în care urma să participe la Chișinău la lansarea cărții "Românii de la est de Bug", opera unui alt român, victimă a comunismului, Anton Golopenția.
A fost căsătorit cu Veronica, timp 58 de ani, având împreună trei copii.

## Publicații
- Timpuri și oameni (2001), 464 p.
- Cu gândul la tine, Basarabia mea: din mărturiile unui vinovat fără vină (1995, 2010), 250 p.
- Pe drumurile pribegiei (1999), 308 p.
- Destine românești (2003), 572 p.
- Calvarul: (Pe valurile vieții) (2005), 122 p.